# Arctopontius hanseni
Arctopontius hanseni är en kräftdjursart som beskrevs av Josef Eiselt 1986. Arctopontius hanseni ingår i släktet Arctopontius och familjen Artotrogidae. Inga underarter finns listade i Catalogue of Life.